# Lego Paradisa
Lego Paradisa var en produktlinje produceret af den danske legetøjskoncern LEGO. Serien blev lanceret i 1992 som et undertema til Lego Town (nu Lego City) og blev udfaset i 1997. Serien indeholdt sæt med fritid og ferietemaer, forlystelser og heste, og det var målrettet piger, idet det havde flere lyserødeklodser og kvindelige minifigurer end andre sæt i denne periode.

## Sæt

### 1992
- 6401 Seaside Cabana
- 6405: Sunset Stables
- 6411: Sand Dollar Café
- 6416: Poolside Paradise
- 6419: Rolling Acres Ranch

### 1993
- 6403: Paradise Playground
- 6409: Island Arcade

### 1994
- 6402: Sidewalk Café
- 6410: Cabana Beach

### 1995
- 1761: Paradisa Speedboat
- 6414: Dolphin Point

### 1996
- 1815: Paradisa Lifeguard
- 6404: Carriage Ride
- 6418: Country Club

### 1997
- 2870: Paradisa Barbeque
- 6417: Show Jumping Event
- 6489: Seaside Holiday Cottage
- 6547: Fun Fair